# Cellules de Bénard
Les cellules de Bénard sont un concept relatif à la convection qui désigne un phénomène observé en 1900 lors d'une expérience simple réalisée par Henri Bénard, un physicien français. Ce sont des cellules de convection qui apparaissent spontanément dans un liquide quand on lui applique une source de chaleur extérieure. Elles illustrent la théorie des systèmes dissipatifs, d'une façon simple et aisément compréhensible. La formation de ces structures convectives résulte de la déstabilisation du milieu fluide dans le cadre de l'instabilité de Rayleigh-Bénard.
Pour réaliser l'expérience, on dispose d'une couche de liquide, par exemple de l'eau, enfermée entre deux plaques parallèles qui vont servir de surfaces d'échange thermique. La profondeur du fluide doit être beaucoup plus faible que la dimension horizontale du milieu.

## Formation

### Équilibre et conduction thermique
Au départ, les températures des plans supérieur et inférieur sont identiques. Le liquide évolue vers un équilibre thermique, où sa température est homogène et identique à celle du milieu extérieur. Si l'on fait légèrement varier la température extérieure, le liquide évoluera vers un nouvel état uniforme, conformément au deuxième principe de la thermodynamique.
Ensuite, on commence à chauffer la paroi inférieure. Un flux d'énergie parcourt verticalement le liquide, par conduction thermique, et entre les deux plaques apparaît un gradient thermique linéaire. Ce système peut être décrit par la physique statistique.

### Convection et turbulence

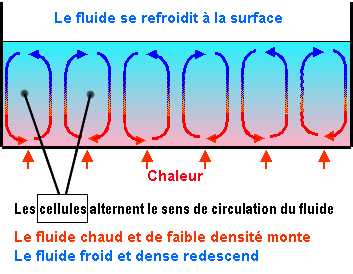
Cellules de Bénard.

Si l'on continue à augmenter la température de la plaque inférieure, un phénomène radicalement nouveau se produit : l'apparition de cellules de convection (appelés parfois rouleaux de convection), c'est-à-dire de petits mouvements du liquide bien séparés les uns des autres. La taille de ces cellules est de l'ordre du millimètre. Le mouvement microscopique aléatoire s'ordonne ainsi spontanément à plus grande échelle et devient observable. Les cellules de convection sont stables, et leur sens de rotation est inverse pour deux cellules contigües dans le sens horizontal. Dans une cellule le liquide tourne dans le sens des aiguilles d'une montre, et dans le sens inverse à l'intérieur de la suivante.
Une petite perturbation est incapable de modifier la rotation des cellules, mais une variation importante le fera. Les cellules de Bénard montrent ainsi une forme d'inertie, d'hystérésis, on peut considérer qu'elles possèdent une sorte de mémoire.
On peut également remarquer qu'un phénomène déterministe au niveau microscopique se traduit par une manifestation imprévisible au niveau macroscopique. Ainsi, on peut parfaitement prédire l'apparition des cellules de convection, mais absolument pas prévoir leur sens de rotation. Une infime perturbation dans les conditions initiales d'expérimentation produira un effet observable et mesurable. C'est une illustration de l'effet papillon.
En conséquence, la température à laquelle la convection apparaît est un point de bifurcation, et l'évolution du système peut être analysée à l'aide d'un diagramme de bifurcation. La température du point de bifurcation dépend de la viscosité du fluide, de sa conductivité thermique et des dimensions physiques de l'expérience.
Si l'on augmente davantage encore la température du plan inférieur, la structure devient très complexe, des turbulences apparaissent, il y a rupture de symétrie et le système devient chaotique.

## Domaines d'usage

### Météorologie

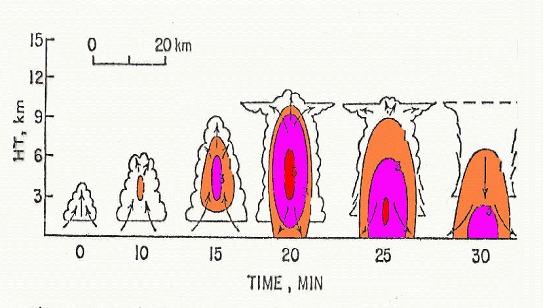
Cycle de vie d'un orage unicellulaire.

Haut : brise de mer, bas : brise de terre

L'air chaud a une densité inférieure à celle de l'air froid, de sorte que s'il se retrouve sous ce dernier, il subit une poussée d'Archimède vers le haut. L'air réchauffé au sol peut donc entrer localement dans une cellule de Bénard. La parcelle en montée se refroidit en montant mais selon le gradient thermique adiabatique, soit moins que la température de l'environnement dans les cas instables. Elle est donc moins dense que l'environnement et subit une poussée d'Archimède vers le haut. Cette différence est l'énergie potentielle de convection disponible (EPCD).
En s'élevant, la parcelle d'air se refroidit donc et la vapeur d'eau qu'elle contient se condense quand l'humidité relative atteint 100 %, c'est alors la formation du nuage convectif puis des précipitations. Lorsque la couche d'air instable est peu étendue verticalement, on a formation de cumulus humilis, dit cumulus de beau temps, synonymes d'air ascendant. Si l'EPCD augmente, on passe ensuite au cumulus mediocris, puis au congestus ou au cumulonimbus, le second et troisième produisant des précipitations. Le cycle de vie de ces nuages est complété par le courant descendant des précipitations. De plus, ces nuages se déplacent dans la circulation atmosphérique et passent peu de temps au-dessus d'un point au sol.
La convection sèche donne d'autre part des phénomènes sans formation de nuages, l'air s'élevant sans provoquer de condensation par manque d'humidité, juste des bulles de convection qu'utilisent les pilotes de planeurs ou les oiseaux. Parmi ceux-ci, il faut noter les brises de mer, les tourbillons de poussières et de feu, la circulation intertropicale et bien d'autres phénomènes.
Finalement, l'instabilité peut se retrouver une couche d'air en altitude et ce n'est pas a alors le réchauffement du sol qui cause les cellules de Bénard mais la différence de température dans la couche. Un cas de cela est la formation de rotors en aval des montagnes. La transition entre la branche ascendante et celle descendante à l'intérieur du rotor peut s'effectuer sur une cinquantaine de mètres environ.
Des sous-tourbillons sont également formés à la limite amont entre le rotor principal et l'onde orographique proprement dite,.
Ceci est dû à un effet de cisaillement entre le tourbillon (rotor) et l'onde qui génère une instabilité de Kelvin-Helmholtz.

### Astrophysique

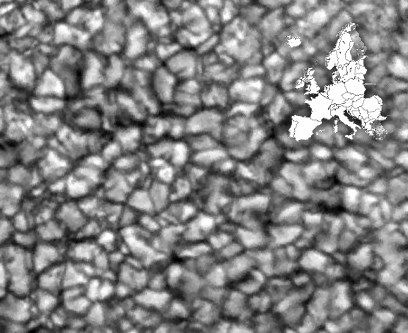
Taille comparée (approximative) de la granulation solaire et de l'Europe.

La photosphère d'une étoile, comme le Soleil, est composée de cellules de convection appelées granules, qui sont des colonnes montantes de plasma surchauffé (5 800 °C pour le Soleil) dont le diamètre moyen est d'environ 1 000 à 1 500 km. Le plasma se refroidit à mesure qu'il monte et descend dans les espaces étroits entre les granules et forme donc une cellule de Bénard. La granulation est un phénomène très dynamique, la durée de vie d’un granule ne dépassant généralement pas 8 à 20 minutes.